# Chrysotus xiphostoma
Chrysotus xiphostoma är en tvåvingeart som beskrevs av Robinson 1975. Chrysotus xiphostoma ingår i släktet Chrysotus och familjen styltflugor.
Artens utbredningsområde är Dominica. Inga underarter finns listade i Catalogue of Life.